# Pécsvárad
Pécsvárad [péčvárad] (německy Fünfkirchenwardein nebo Petschwar, chorvatsky Pečvar, srbsky Печварад, Pečvarad) je město v jižním Maďarsku v župě Baranya. Město leží pod pohořím Mecsek. Nachází se asi 11 km severovýchodně od Pécse a je správním sídlem stejnojmenného okresu. Město se rozkládá na ploše 36,03 km² a k 1. lednu 2019 zde žilo 3 982 obyvatel. Podle údajů z roku 2011 zde byli z 82,2 % Maďaři, 15,7 % Němci, 2 % Romové, 0,5 % Chorvati a 0,2 % Srbové.
Nejbližšími městy jsou Bonyhád, Komló a Pécs. Nedaleko jsou též obce Apátvarasd, Erzsébet, Hosszúhétény, Lovászhétény, Martonfa, Magyaregregy, Mecseknádasd, Nagypall, Szilágy a Zengővárkony.

## Opatství Pécsvárad

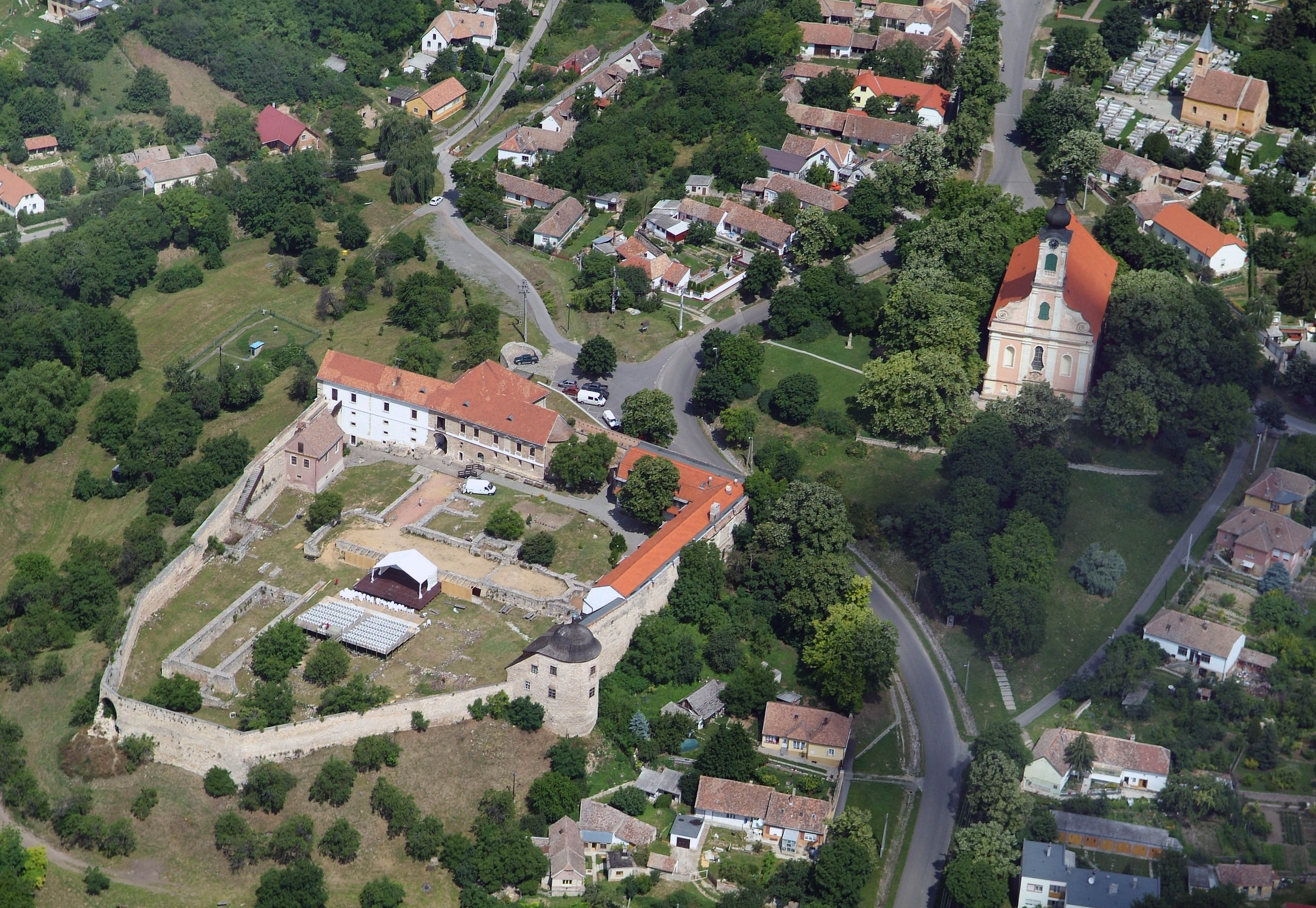
Pécsvárad od JV; základy opatského chrámu v nádvoří zámku, kaple nahoře, krytá sedlovou střechou zámku

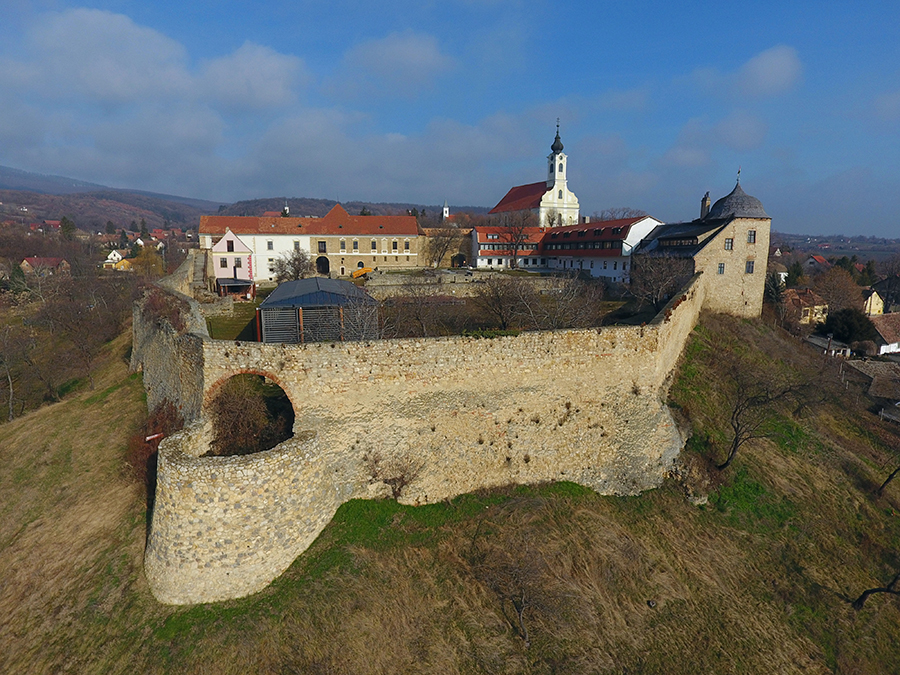
Opevnění hradu (zámku) a mimo areál stojící barokní kostel

Obec vznikla jako klášterní ves kolem benediktinského opatství, které zde pravděpodobně roku 1015 založili uherský král Štěpán I. Svatý a misijní biskup Astrik, který se měl stát prvním opatem. Klášterní kostel sv. Benedikta byl podle Bratislavských análů vysvěcen roku 1038. Klášter obdržel značné donace 
(mimo jiné si zde zaplatil hrobku nitranský Arpádovec Domaslav/Doroszló) a patřil k největším v Uhrách. Byli z něj vyslání mniši k založení nového konventu v Čanádu..
Současně s klášterem byl na jeho obranu vystavěn první hrad Vár se dvěma kaplemi. Dvoupodlažní královská kaple s půlkruhovou apsidou je nejstarším dochovaným chrámovým objektem v Pécsváradu, druhotně byla včleněna do pozdějšího -druhého- hradu, který byl vystavěn ve slohu gotiky ve 13. století. Z něj se v jihozápoadním nároží hradby dochovala spodní část bergfrítu a v severovýchodní stěně půlkruhový bastion, krytý novověkou helmicí, který nyní slouží pro hotel. Opevnění bylo budováno již od 13. století proti Mongolům a znovu v první třetině 16. století přestavěno na obranu proti Turkům; ale mniši mu nevěřili a roku 1539 uprchli. V roce 1543 Turci opevnění prolomili a hrad obsadili. Na počátkem 18. století byl přistavěn zámek. 
Ze středověkého kláštera, který patřil k nejvýznamnějším středověkým památkám v Maďarsku, se zachovaly jen základy klášterního kostela, odkryté v nádvoří zámku, a dvoupatrová kaple se zbytky fresek, vestavěná do pozdějšího zámku. Historii města je věnována expozice muzea.

## Rodáci
- Endre Nemes (1909-1985) - slovenský malíř